# José Bonaparte
Joseph Bonaparte (nascido Giuseppe di Buonaparte, Italiano: [dʒuˈzɛppe di ˌbwɔnaˈparte]; em corso:  Ghjuseppe Bonaparte; em castelhano:  José Bonaparte; 7 de janeiro de 1768 – 28 de julho de 1844) foi um estadista francês, advogado, diplomata e irmão mais velho de Napoleão Bonaparte. Durante as Guerras Napoleônicas, este último o fez Rei de Nápoles (1806–1808), e depois Rei da Espanha (1808–1813). Após a queda de Napoleão, Joseph se intitulou Conde de Survilliers e emigrou para os Estados Unidos, onde se estabeleceu perto de Bordentown, Nova Jérsei, em uma propriedade com vista para o Rio Delaware, não muito longe de Filadélfia.

## Primeiros anos e vida pessoal
Joseph nasceu em 1768 como Giuseppe Buonaparte, filho de Carlo Buonaparte e Maria Letizia Ramolino em Corte, a capital da República da Córsega. No ano de seu nascimento, a Córsega foi invadida pela França e conquistada no ano seguinte. Seu pai era originalmente um seguidor do líder patriota corso Pasquale Paoli, mas depois tornou-se um defensor do domínio italiano.
Bonaparte formou-se em Direito. Nessa função e como político e diplomata, serviu no Cinq-Cents e como embaixador francês em Roma. Em 30 de setembro de 1800, como Ministro Plenipotenciário, assinou um tratado de amizade e comércio entre a França e os Estados Unidos em Mortefontaine, Oise, ao lado de Charles Pierre Claret de Fleurieu e Pierre Louis Roederer.
Em 1795, Bonaparte  foi membro do Conselho dos Quinhentos. Quatro anos depois, usou essa posição para ajudar seu irmão Napoleão a derrubar o Diretório.

## Rei de Nápoles
Com o início da guerra entre França e Áustria em 1805, Fernando IV de Nápoles havia concordado com um tratado de neutralidade com Napoleão, mas, poucos dias depois, declarou seu apoio à Áustria. Ele permitiu que uma grande força anglo-russa desembarcasse em seu reino. Napoleão, no entanto, foi logo vitorioso. Após a Guerra da Terceira Coalizão ser destruída em 5 de dezembro na Batalha de Austerlitz, Fernando foi alvo da ira de Napoleão.

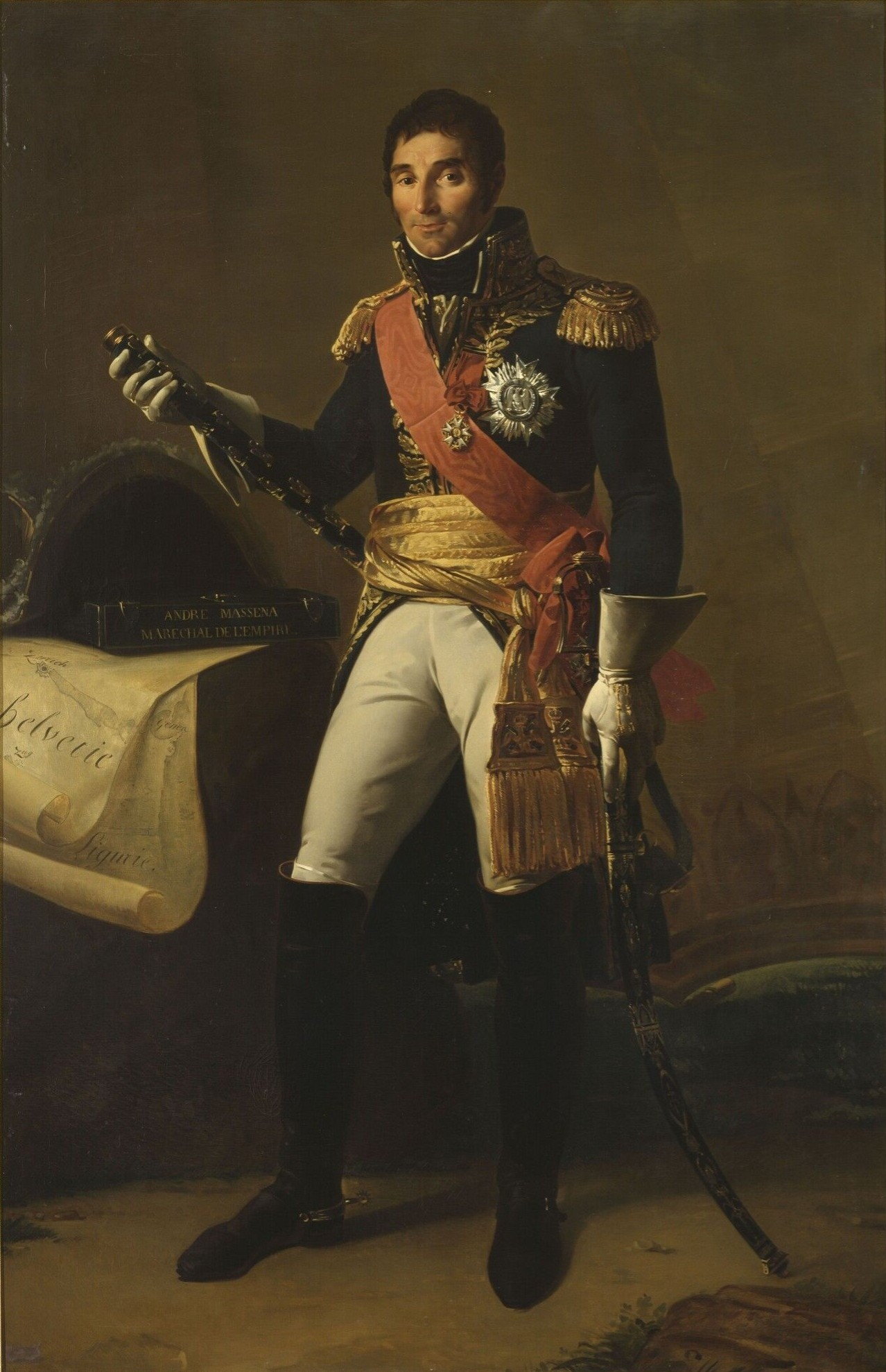
Marechal André Masséna liderou a invasão de Nápoles em 1806.

Em 27 de dezembro de 1805, Napoleão emitiu uma proclamação do Schönbrunn declarando que Fernando havia perdido seu reino. Ele disse que uma invasão francesa logo seguiria para garantir 'que o mais belo dos países seja aliviado do jugo dos homens mais traiçoeiros'.
Em 31 de dezembro, Napoleão ordenou a Joseph Bonaparte que se mudasse para Roma, onde seria designado para comandar o exército enviado para destituir Fernando de seu trono. Embora Bonaparte fosse o comandante-chefe nominal da expedição, o Marechal Masséna estava no comando efetivo das operações, com o General St. Cyr em segundo lugar. Mas St. Cyr, que anteriormente havia comandado as tropas francesas na região, logo renunciou em protesto por ser subordinado a Masséna e partiu para Paris. Um indignado Napoleão ordenou que St. Cyr retornasse ao seu posto imediatamente.
Em 8 de fevereiro de 1806, a força de invasão francesa de quarenta mil homens cruzou para Nápoles. O centro e a direita do exército sob o comando de Masséna e General Reynier avançaram ao sul de Roma, enquanto Giuseppe Lechi liderou uma força pela costa Adriática de Ancona. Por recomendação de seu irmão, Bonaparte se juntou a Reynier. O avanço francês enfrentou pouca resistência. Mesmo antes de quaisquer tropas francesas cruzarem a fronteira, as forças anglo-russas já haviam recuado prudentemente, os britânicos se retirando para Sicília, e os russos para Corfu. Abandonado por seus aliados, o Rei Fernando já havia partido para Palermo em 23 de janeiro. Rainha Maria Carolina permaneceu um pouco mais na capital, mas, em 11 de fevereiro, fugiu para se juntar ao marido.
O primeiro obstáculo que os franceses encontraram foi a fortaleza de Gaeta; seu governador, Príncipe Louis de Hesse-Philippsthal, recusou-se a render sua posição. Não houve atraso significativo dos invasores, pois Masséna destacou uma pequena força para sitiar a guarnição antes de continuar ao sul. Capua abriu seus portões após apenas uma resistência simbólica. Em 14 de fevereiro, Masséna tomou posse de Nápoles e, no dia seguinte, Bonaparte fez uma entrada triunfal na cidade. Reynier foi rapidamente enviado para tomar o controle do Estreito de Messina e, em 9 de março, infligiu uma derrota esmagadora ao Exército Real Napolitano na Batalha de Campo Tenese, efetivamente destruindo-o como uma força de combate e garantindo todo o território continental para os franceses.

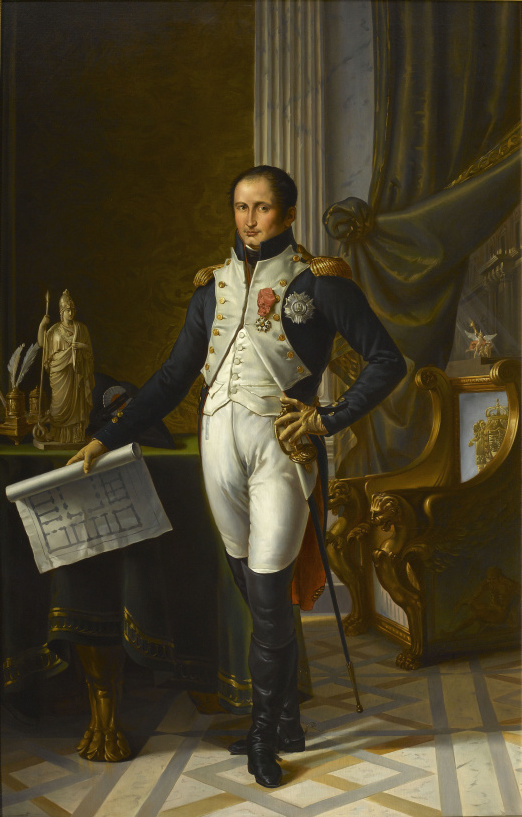
Retrato de Joseph Bonaparte, Rei de Nápoles por Jean-Baptiste Wicar

Em 30 de março de 1806, Napoleão emitiu um decreto instalando Joseph Bonaparte como Rei de Nápoles e Sicília; o decreto dizia o seguinte:
"Napoleão, pela Graça de Deus e das constituições, Imperador dos Franceses e Rei da Itália, a todos aqueles a quem estes presentes chegarem, saudações. Os interesses do nosso povo, a honra da nossa Coroa e a tranquilidade do Continente Europeu requerendo que asseguremos, de maneira estável e definitiva, a sorte do povo de Nápoles e da Sicília, que caiu em nosso poder pelo direito de conquista, e que constitui parte do Grande Império, declaramos que reconhecemos, como Rei de Nápoles e da Sicília, nosso bem-amado irmão, Joseph Napoleão, Grande Eleitor da França. Esta Coroa será hereditária, por ordem de primogenitura, em seus descendentes masculinos, legítimos e naturais, etc.".

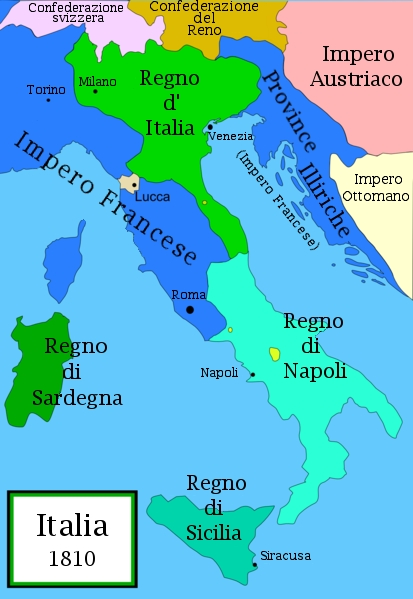
Itália Napoleônica em 1810, com Nápoles sendo da mesma extensão sob Joseph (1806–1808)

A chegada de Joseph a Nápoles foi recebida calorosamente com aplausos e ele estava ansioso para ser um monarca bem-quisto por seus súditos. Buscando conquistar o favor das elites locais, ele manteve em seus cargos a grande maioria daqueles que ocupavam cargos e posições sob os Bourbons e estava ansioso para não parecer, de forma alguma, um opressor estrangeiro. Com um governo provisório estabelecido na capital, Joseph partiu imediatamente, acompanhado pelo General Lamarque, em uma turnê por seu novo reino. O principal objetivo da turnê era avaliar a viabilidade de uma invasão imediata da Sicília e a expulsão de Fernando e Maria Carolina de seu refúgio em Palermo. Mas, ao revisar a situação no Estreito de Messina, Joseph foi forçado a admitir a impossibilidade de tal empreendimento, pois os Bourbons haviam levado todos os barcos e transportes ao longo da costa e concentrado suas forças remanescentes, ao lado dos britânicos, no lado oposto. Incapaz de se apossar da Sicília, Joseph era, no entanto, mestre do continente e continuou seu progresso através da Calábria e em direção a Lucânia e Apúlia, visitando as principais vilas e conhecendo os notáveis locais, clérigos e pessoas, permitindo que seu povo se acostumasse com seu novo rei e permitindo a si mesmo formar uma imagem de primeira mão da condição de seu reino.

Julie Clary, Rainha de Nápoles, com sua filha Zenaide Bonaparte em 1807, por Robert Lefèvre

Ao retornar a Nápoles, Bonaparte recebeu uma delegação do Senado Francês felicitando-o por sua ascensão. O Rei formou um ministério composto por muitos homens competentes e talentosos; ele estava determinado a seguir uma agenda de reformas e trazer a Nápoles os benefícios da Revolução Francesa, sem seus excessos. Saliceti foi nomeado Ministro da Polícia, Roederer Ministro das Finanças, Miot Ministro do Interior e General Dumas Ministro da Guerra. Marechal Jourdan também foi confirmado como Governador de Nápoles, uma nomeação feita por Napoleão, e serviu como principal conselheiro militar de Bonaparte.
Bonaparte embarcou em um ambicioso programa de reforma e regeneração, a fim de elevar Nápoles ao nível de um estado moderno nos moldes da França Napoleônica. As ordens monásticas foram suprimidas, suas propriedades nacionalizadas e seus fundos confiscados para estabilizar as finanças reais. Privilégios e impostos feudais foram abolidos; no entanto, a nobreza foi compensada por uma indenização na forma de um certificado que poderia ser trocado em troca de terras nacionalizadas da Igreja. Os intendentes provinciais foram instruídos a empregar os ex-monges que estivessem dispostos a trabalhar na educação pública e a garantir que os monges idosos que não pudessem mais se sustentar pudessem se mudar para estabelecimentos comunais fundados para seu cuidado. Um colégio para a educação de meninas foi estabelecido em cada província. Um colégio central foi fundado em Aversa para as filhas de funcionários públicos e as mais capazes das escolas provinciais, sendo admitidas sob o patrocínio pessoal da Rainha Julie.
A prática de recrutar à força prisioneiros para o exército foi abolida. Para suprimir e controlar ladrões nas montanhas, comissões militares foram estabelecidas com o poder de julgar e executar, sem apelação, todos os bandidos presos com armas em sua posse. Programas de obras públicas foram iniciados para fornecer emprego aos pobres e investir em melhorias no reino. Rodovias foram construídas até Reggio. O projeto de uma estrada calabresa foi concluído sob Bonaparte dentro do ano após décadas de atraso. No segundo ano de seu reinado, Bonaparte instalou o primeiro sistema de iluminação pública em Nápoles, modelado no que operava em Paris.
Embora o reino não estivesse na época dotado de uma constituição, e assim a vontade de Joseph como monarca prevalecesse, não há, no entanto, nenhum exemplo de ele ter adotado uma medida política sem discussão prévia do assunto no Conselho de Estado e a aprovação por maioria dos votos dos conselheiros. Joseph assim presidiu Nápoles nas melhores tradições do Absolutismo esclarecido, dobrando a receita da coroa de sete para quatorze milhões de ducados em seu breve reinado de dois anos, enquanto buscava aliviar os fardos de seu povo em vez de aumentá-los.
Joseph governou Nápoles por dois anos antes de ser substituído pelo marido de sua irmã, Joachim Murat. Joseph foi então feito Rei da Espanha em agosto de 1808, logo após a invasão francesa.

## Rei da Espanha
Joseph deixou Nápoles com certa relutância, onde era popular, e chegou à Espanha, onde era extremamente impopular. Joseph foi fortemente atacado por seus opositores na Espanha, que tentaram manchar sua reputação chamando-o de Pepe Botella (José Garrafa) por seu suposto consumo excessivo de álcool, uma acusação ecoada pela historiografia espanhola posterior, apesar do fato de Joseph ser abstêmio. Sua chegada como soberano estrangeiro desencadeou uma revolta espanhola em massa contra o domínio francês e o início da Guerra Peninsular. Thompson diz que a revolta espanhola foi "uma reação contra novas instituições e ideias, um movimento de lealdade à velha ordem: à coroa hereditária dos Reis Católicos, que Napoleão, um inimigo excomungado do Papa, colocou na cabeça de um francês; à Igreja Católica perseguida por republicanos que profanaram igrejas, assassinaram padres e impuseram uma 'loi des cultes' (lei das religiões); e aos direitos e privilégios locais e provinciais ameaçados por um governo centralizado e eficiente.
Joseph temporariamente recuou com grande parte do exército francês para o norte da Espanha. Sentindo-se em uma posição ignominiosa, Joseph então propôs sua própria abdicação do trono espanhol, esperando que Napoleão sancionasse seu retorno ao Trono Napolitano que ocupava anteriormente. Napoleão rejeitou sumariamente as preocupações de Joseph e, para reforçar as tropas mal treinadas que inicialmente alocou para a Espanha, o Imperador enviou pesados reforços franceses para ajudar Joseph a manter sua posição como Rei da Espanha. Apesar da fácil recaptura de Madrid, e do controle nominal pelo governo de Joseph sobre muitas cidades e províncias, o reinado de Joseph sobre a Espanha sempre foi, no melhor dos casos, tênue e foi atormentado por conflitos quase constantes com guerrilheiros pró-Bourbon. Joseph e seus apoiadores nunca estabeleceram controle completo sobre o país, e após uma série de campanhas militares fracassadas, ele eventualmente abdicaria do trono.
Os apoiadores espanhóis do Rei Joseph eram chamados de josefinos ou afrancesados (afrancesados). Durante seu reinado, ele acabou com a Inquisição Espanhola, em parte porque Napoleão estava em desacordo com o Papa Pio VII na época. Apesar de tais esforços para ganhar popularidade, o nascimento e apoio estrangeiros de Joseph, além de sua filiação a uma loja Maçônica, praticamente garantiram que ele nunca fosse aceito como legítimo pela maioria do povo espanhol. Durante o governo de Joseph na Espanha, a Venezuela declarou independência da Espanha. O rei não teve praticamente nenhuma influência sobre o curso da guerra peninsular em andamento: o comando nominal de Joseph sobre as forças francesas na Espanha era em grande parte ilusório, já que os comandantes franceses teoricamente subordinados ao Rei Joseph insistiam em consultar Napoleão antes de executar as instruções de Joseph.
O Rei Joseph abdicou do trono espanhol e retornou à França após as principais forças francesas serem derrotadas por uma coalizão liderada pelos britânicos na Batalha de Vitória em 1813. Durante a campanha final da Guerra da Sexta Coalizão, Napoleão deixou seu irmão para governar Paris com o título de Tenente General do Império. Como resultado, ele estava novamente no comando nominal do Exército Francês que foi derrotado na Batalha de Paris.
Ele foi visto por alguns Bonapartistas como o legítimo Imperador dos Franceses após a morte do filho de Napoleão, Napoleão II, em 1832, embora ele pouco tenha feito para avançar sua reivindicação.

## Vida posterior nos Estados Unidos e Europa

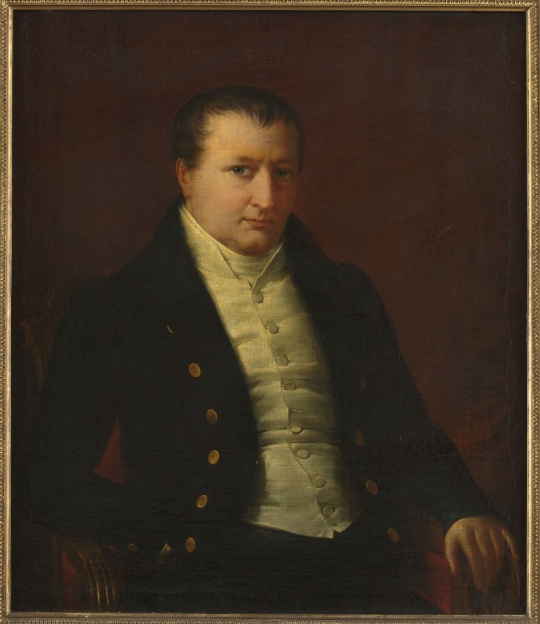
Rei Joseph em Point Breeze, retrato pintado em 2 de fevereiro de 1832 pelo artista francês Innocent-Louis Goubaud, durante uma visita a Bonaparte em sua propriedade em Nova Jérsei

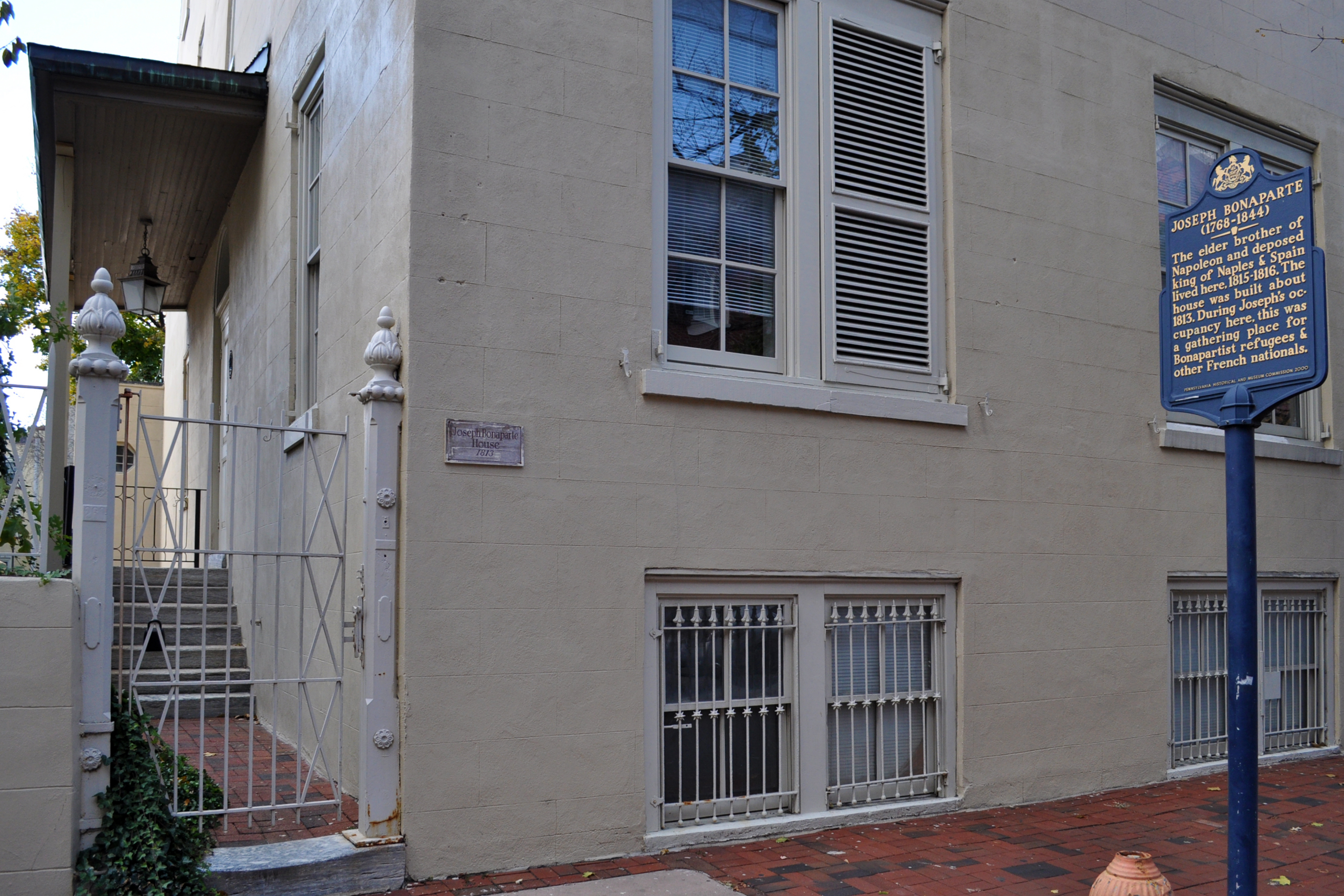
Placa Histórica de Joseph Bonaparte na 260 S 9th St, Filadélfia, PA

Bonaparte viajou para a América a bordo do Commerce sob o nome de M. Bouchard. Oficiais navais britânicos revistaram o navio três vezes, mas nunca encontraram Bonaparte a bordo e o navio chegou em 15 de julho de 1815. No período de 1817–1832, Bonaparte viveu principalmente nos Estados Unidos (onde vendeu as joias que havia levado da Espanha). Ele se estabeleceu primeiro em Nova Iorque e Filadélfia, onde sua casa se tornou o centro de atividade para os expatriados franceses. Em 1823, foi eleito membro da Sociedade Filosófica Americana. Posteriormente, comprou uma propriedade chamada Point Breeze e anteriormente de propriedade de Stephen Sayre. Ficava em Bordentown, Nova Jérsei, no lado leste do Rio Delaware. Estava localizada perto da confluência do Crosswicks Creek e do Delaware. Ele expandiu consideravelmente a casa de Sayre e criou extensos jardins no estilo pitoresco. Quando sua primeira casa foi destruída por um incêndio em janeiro de 1820, ele converteu seus estábulos em uma segunda grande casa. Após a conclusão, ela foi geralmente vista — talvez diplomaticamente — como a "segunda melhor casa da América" depois da Casa Branca. Em Point Breeze, Bonaparte recebeu muitos dos principais intelectuais e políticos de sua época.

No verão de 1825, o cientista Quaker Reuben Haines III descreveu a propriedade de Bonaparte em Point Breeze, em uma carta para sua prima:
"Eu participei de um banquete real em prata maciça e atendido por seis garçons que me serviram com 9 pratos dos mais deliciosos alimentos, muitos dos quais eu não poderia dizer do que eram compostos; passando o tempo intermediário nos quartos privados de Charles examinando o Herbarium e Portfólios da Princesa, ou cavalgando com ela e o Príncipe puxados por dois Cavalos Elegantes ao longo das estradas sempre variadas do parque em meio a esplêndidos Rhododendrons na margem do lago artificial sobre cuja superfície lisa deslizavam majestosos cisnes europeus. Parando para visitar o Aviário animado pelos mais belos faisões ingleses, passando por alcovas ornamentadas com estátuas e bustos de mármore de Paros, nosso curso animado pelos passos dos cervos domesticados e pelo voo da Galinhola Americana, e ao descer parando para admirar a forma graciosa de dois esplêndidos vasos etruscos de Porfírio com 3 pés de altura e 2 de diâmetro apresentados pela Rainha da Suécia [cunhada de Joseph, Desiree Clary Bernadotte] ou percorrendo [?] os diferentes aposentos da mansão por uma suíte de quartos com 15 pés de altura decorados com as melhores produções dos pincéis de Coregeo [sic]! Titian! Rubens! Vandyke! Vernet! Tenniers [sic] e Paul Potter e uma biblioteca com os livros mais esplêndidos que já vi."
Outro visitante alguns anos depois, o escritor britânico Thomas Hamilton, descreveu o próprio Bonaparte:
Joseph Bonaparte, em pessoa, tem estatura mediana, mas é corpulento. Na forma de sua cabeça e feições certamente existe uma semelhança com Napoleão, mas na expressão do rosto não há nenhuma. Lembro-me, no Teatro Pergola de Florença, de ter descoberto Louis Bonaparte por sua semelhança com o Imperador, que é muito marcante, mas não estou confiante de que teria sido igualmente bem-sucedido com Joseph. Não há nada nele que indique alta inteligência. Seu olhar é apagado e pesado; seus modos desajeitados e desprovidos daquela facilidade e dignidade que nós, pessoas vulgares, tendemos a considerar entre os atributos necessários da majestade. **** Me disseram que ele conversa sem qualquer aparência de reserva sobre as circunstâncias de seu curto e conturbado reinado — se reinado, de fato, pode ser chamado — na Espanha. Ele atribui mais da metade de suas desgraças às intrigas e ciúmes dos marechais indisciplinados, sobre os quais ele não podia exercer autoridade. Ele admite plenamente a extensão de sua impopularidade, mas reivindica crédito por um sincero desejo de beneficiar o povo.
Supostamente, alguns revolucionários mexicanos ofereceram a Bonaparte a coroa de Imperador do México em 1820, mas ele recusou. O México ganhou sua independência da Espanha em 1821.
Em 1832, Bonaparte mudou-se para Londres, retornando à sua propriedade nos Estados Unidos apenas esporadicamente. Em 1844, morreu em Florença, Itália. Seu corpo foi levado de volta à França e enterrado nos Les Invalides, em Paris.

## Família
Bonaparte casou-se com Marie Julie Clary, filha de François Clary e sua esposa, em 1 de agosto de 1794 em Cuges-les-Pins, França. Eles tiveram três filhas:
- Julie Joséphine Bonaparte (29 de fevereiro de 1796 – 6 de junho de 1797).
- Zénaïde Laetitia Julie Bonaparte (8 de julho de 1801 – 1854); casada em 1822 com Charles Lucien Bonaparte.
- Charlotte Napoléone Bonaparte (31 de outubro de 1802 – 2 de março de 1839); casada em 1826 com Napoleon Louis Bonaparte.

Ele identificou as duas filhas sobreviventes como suas herdeiras.
Ele também teve dois filhos com Maria Giulia Colonna, a Condessa de Atri:
- Giulio (1806–1838).
- Teresa (1808–morreu na infância).

Bonaparte teve duas filhas americanas nascidas em Point Breeze, sua propriedade em Bordentown, Nova Jérsei, com sua amante, Annette Savage ("Madame de la Folie"):
- Pauline Josephine Ann (1819–1823); morreu jovem.
- Catherine Charlotte (1822–1890); casada com o coronel Zebulon Howell Benton de Condado de Jefferson, Nova Iorque, e teve quatro filhas e três filhos.[30][31] O filho Louis Joseph Benton (1848–1940)[32] teve um filho, Frederick Joseph Benton (1901–1967).[33][34]

## Maçonaria
Joseph Bonaparte foi admitido na loja la Parfaite Sincérité de Marselha em 1793. Ele foi convidado por seu irmão Napoleão a monitorar a maçonaria como Grão-Mestre do Grande Oriente da França (1804–1815). Ele fundou a Grande Loja Nacional da Espanha (1809). Com Cambacérès, ele incentivou o renascimento pós-Revolução da Ordem Maçônica na França.

## Legado
- O Golfo de Joseph Bonaparte no Território do Norte da Austrália é nomeado em sua homenagem.
- Lago Bonaparte, localizado na cidade de Diana, Nova Iorque, Estados Unidos, também é nomeado em sua homenagem.

## Representação em outros meios
- Um personagem principal na peça Golden Boy (1937), de Clifford Odets, é chamado Joe Bonaparte.
- A rede romântica entre Joseph Bonaparte, Napoleão, Jean-Baptiste Bernadotte, Julie Clary e Désirée Clary foi o tema do romance Désirée (1951), de Annemarie Selinko.
- O romance foi adaptado como um filme com o mesmo nome, Désirée (1954), com Marlon Brando como Napoleão, Jean Simmons como Désirée e Cameron Mitchell como Joseph Bonaparte.
- No romance histórico The Tontine, (1955) de Thomas B. Costain, ele descreve uma visita de um de seus protagonistas à propriedade de Joseph Bonaparte em Point Breeze, em Bordentown, Nova Jérsei. O personagem estava envolvido lá em alguma pequena intriga napoleônica.